# Puya goudotiana
Puya goudotiana es una especie de Puya, una planta de la familia Bromeliaceae, descrita por Carl Christian Mez en 1896, es endémica de Colombia y se le conoce comúnmente como cardón o puya (nombres comunes que también se dan a varias otras especies de plantas).

## Descripción
La roseta alcanza los 5 m cuando florece. Hojas de hasta 1 m de largo; vainas suborbiculares, densamente serruladas; lámina cubierta con escamas diminutas entre los nervios en el envés, glabra en el haz. Escapo robusto; con brácteas imbricadas. La inflorescencia es bipinnada, subestrobilada; brácteas primarias anchamente ovadas, triangular-agudas, con indumento marrón pálido. Brácteas florales anchamente elípticas, agudas, enteras. Sépalos lanceolados, pubescentes. Pétalos suborbiculares verdes o azul-verdosos. Cápsulas subglobosas.

## Distribución
P. goudotiana es endémica de Colombia y se distribuye en los siguientes departamentos: Boyacá, Cundinamarca, Norte de Santander y Santander.

## Taxonomía
Puya goudotiana fue descrita por Carl Christian Mez en 1896 y publicada en Monographiae Phanerogamarum 9: 488.
Etimología
Ver: Puya
goudotiana: epíteto otorgado en honor al botánico Justin Goudot.